# Hooggoed

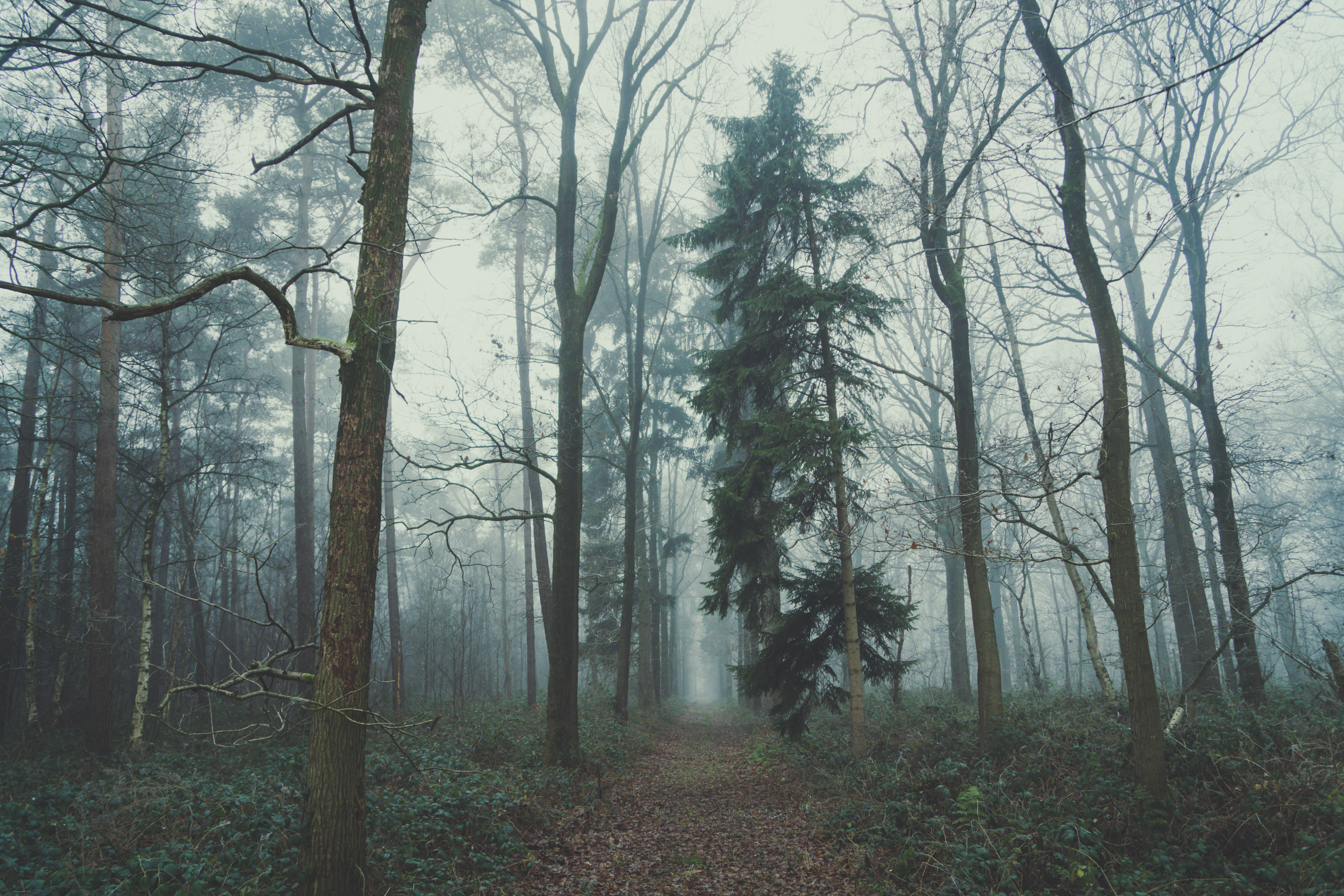
Hooggoed

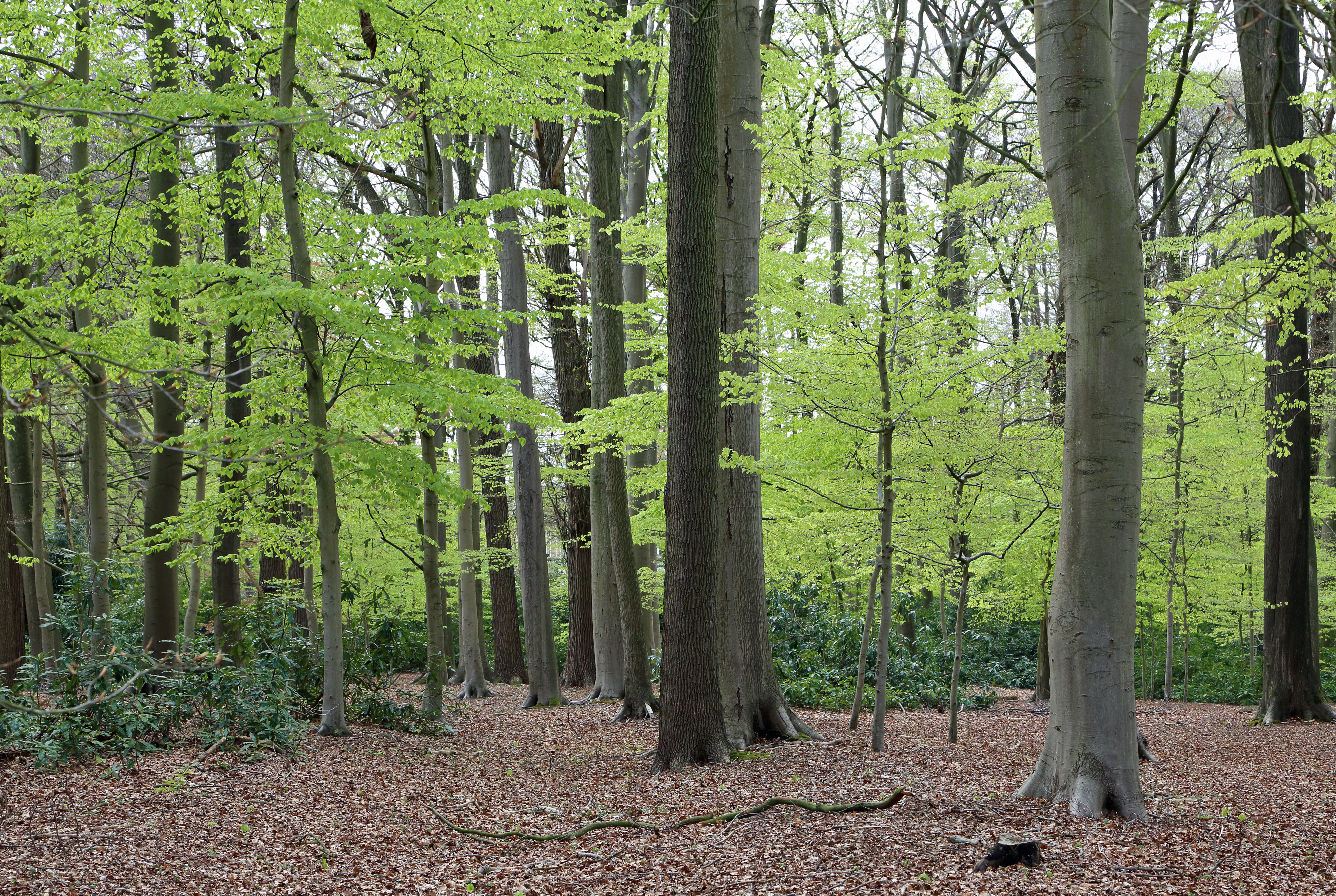
Het aansluitende Domein Blekkervijver

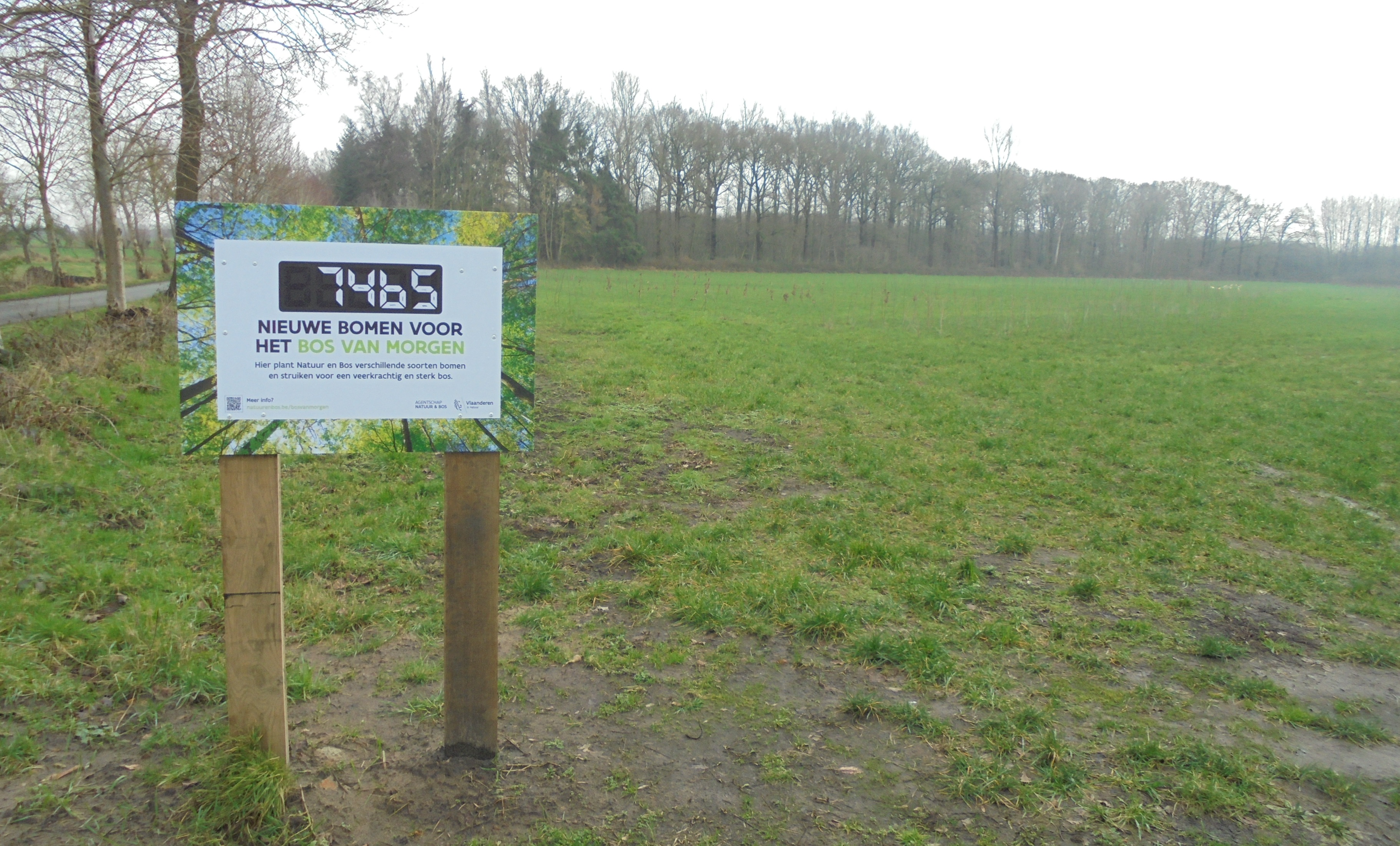
Nieuw aangeplant bos

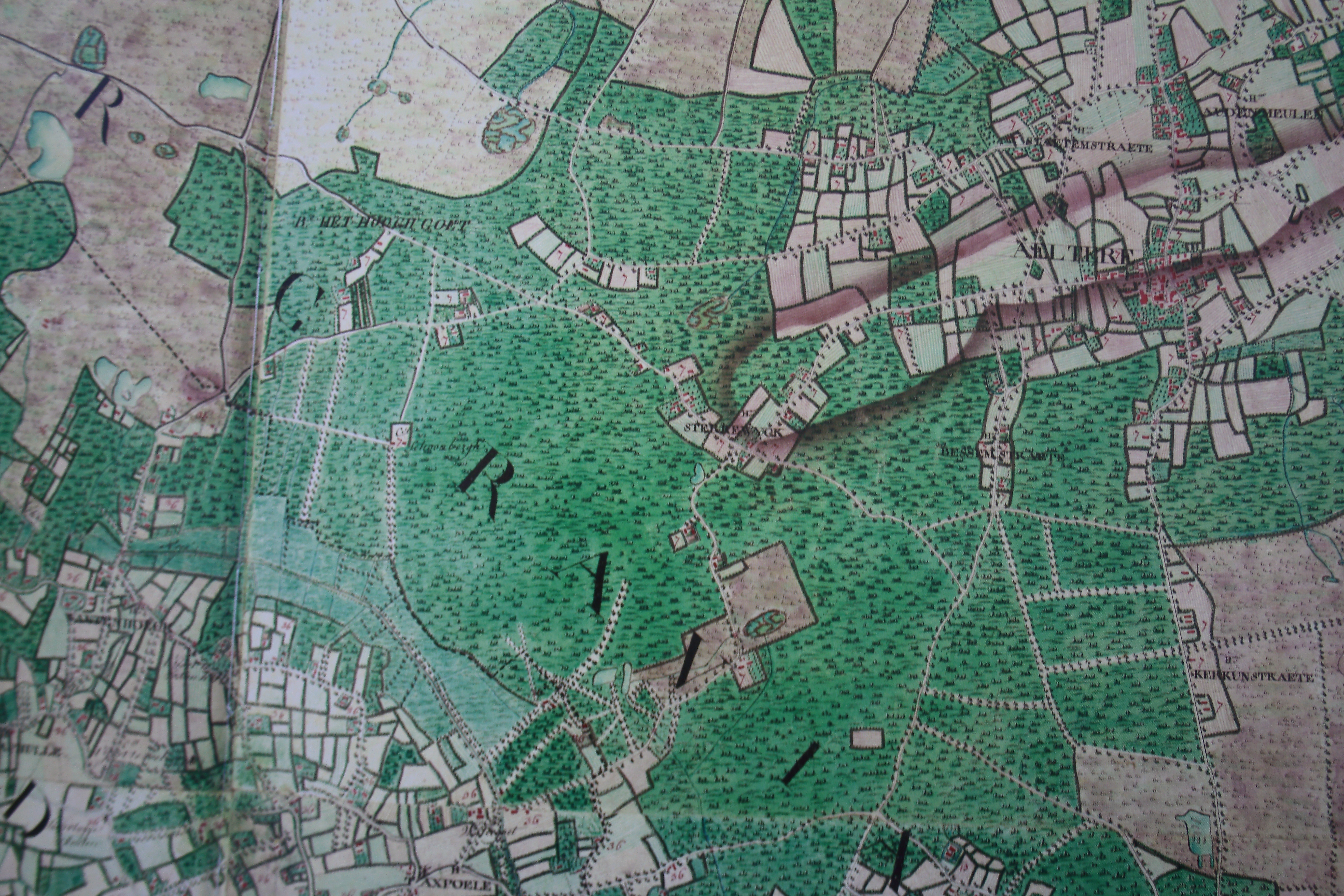
Hooggoed op de Ferrariskaarten

Het Hooggoed  is een bosgebied van 120 hectare gelegen bij het Bulskampveld in Aalter. Het domeinbos wordt beheerd door het Agentschap voor Natuur en Bos en bestaat uit beuk, zomereik, berk, grove den en lork. Het Hooggoed ligt op een zandbodem en wordt daarom ook wel het Egypteveld genoemd. Historisch gezien heeft de naam Hooggoed evenwel betrekking op twee aparte gebieden ten noorden en ten zuiden van het huidige bos. Die waren tijdens de 18e eeuw allebei in handen van een verschillend Jezuïetenklooster. De paters hebben de Aalterse heide intensief bebost: eerst met loofhout, daarna met naaldhout. Het Hooggoedbos is verdeeld in rabatten of singels (langwerpige of ronde ophopingen waarrond greppels liggen). In het Hooggoed leeft onder andere rode eekhoorn, wezel, zwarte specht, buizerd, sperwer, torenvalk, ransuil, boomklever en boomkruiper. Het Hooggoed is vrij toegankelijk op de dreven en paden die het gebied doorkruisen. 